# Porta Nolana

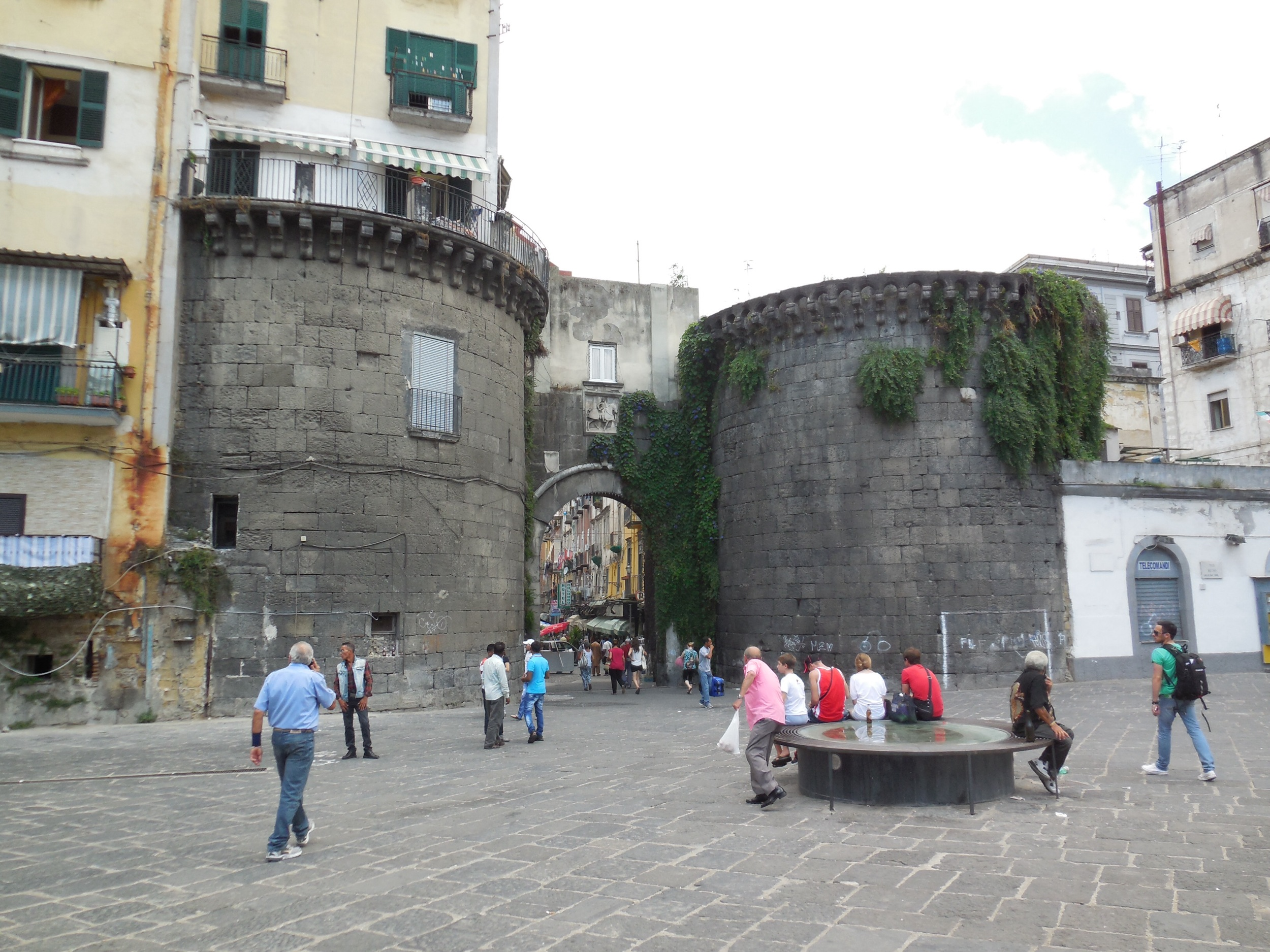
Porta Nolana

Die Porta Nolana ist ein größtenteils erhaltenes Stadttor aus dem 15. Jahrhundert im Osten der Altstadt von Neapel (Italien). Durch dieses Tor führte die Straße aus dem Stadtzentrum in das ca. 30 km entfernte, namengebende Nola.

## Geschichte
Der Bau des Tores stand im Zusammenhang mit der Anlage einer neuen Stadtmauer, die Ende des 15. Jahrhunderts zur Zeit der Herrschaft des spanischen Hauses Aragon nach einer Erweiterung Neapels in Richtung Osten erforderlich geworden war. Das Vorgängertor Porta Forcella befand sich ca. 250 m stadteinwärts im gleichnamigen Stadtviertel in unmittelbarer Nähe der Kirche Santissima Annunziata.

## Beschreibung
Die Porta Nolana wurde – wie auch die 500 m nördlich gelegene Porta Capuana – nach Plänen von Giuliano da Maiano im Stil der Renaissance errichtet. Die Verteidigungsfunktion übernahmen die beiden massiven Rundtürme Torre della Fede (Turm des Glaubens) im Süden und Torre della Speranza (Turm der Hoffnung) im Norden. Sie sind aus einem (in Neapel Piperno genannten) vulkanischem Gestein erbaut, das in einem Steinbruch in den nahegelegenen Phlegräischen Feldern gewonnen wurde.
Zwischen den beiden Türmen befindet sich die in hellem Marmor gefasste Durchfahrt. Über dem Bogen erkennt man drei Wappen und ein Relief aus Marmor, das den aragonischen König Ferdinand I. zu Pferd in Rüstung darstellt. Darüber war ursprünglich, wie in der gleichzeitig errichteten, südlich gelegenen, aber nicht erhaltenen Porta del Carmine die Inschrift angebracht: „Ferdinandus Rex / Nobilissimae Patriae“.

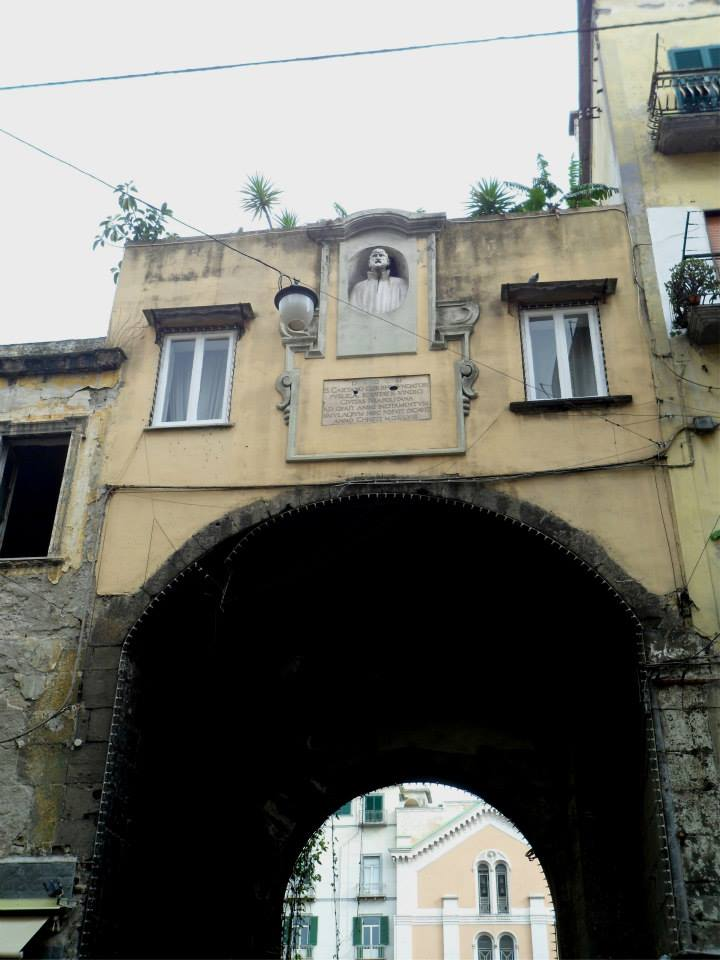
Porta Nolana, Innenseite

Wie die anderen Stadttore aus dieser Epoche wurde die Porta Nolana überragt von einem nicht erhaltenen Fresko von Mattia Preti, das die Madonna mit Kind und einige Heilige darstellte und dort angebracht war, um die Stadt vor der Pest zu schützen.
An der Innenseite des Tores befindet sich eine Büste aus dem 17. Jahrhundert, die San Gaetano darstellt.
Heute ist die Porta Nolana zum Teil durch Wohnhäuser um- oder überbaut. Außerhalb des Tores liegt die Piazza Nolana, auf der jeden Vormittag ein Markt, u. a. für Meeresfrüchte, stattfindet. Wenige Meter entfernt ist der Bahnhof Porta Nolana, Ausgangspunkt der Bahnlinie Circumvesuviana nach Sorrent, die an den Ausgrabungsstätten von Herkulaneum und Pompeji vorbeiführt.